# 鳥取県小学校の廃校一覧
鳥取県小学校の廃校一覧（とっとりけんしょうがっこうのはいこういちらん）は、鳥取県内の廃校になった小学校の一覧。対象となるのは、学制改革（1947年）以降に廃校となった小学校、および分校である。学校名は廃校当時のもの。廃校時に小学校が所在した自治体がその後合併により消滅している場合は、現行の自治体に含める。また現在休校中の県内の小学校（分校）も、その多くは実質上、廃校と同じ状態にあるため参考として記載する。

## 市部

### 鳥取市
- 鳥取市立稲葉小学校（1953年修立小の一部と統合し鳥取市立稲葉山小学校へ）[注釈 1]
- 鳥取市立千代水小学校（1960年中ノ郷小〈旧〉と統合し鳥取市立城北小学校へ）[1]
- 鳥取市立中ノ郷小学校〈旧〉（1960年千代水小と統合し城北小となるも、1995年再独立）[2]
- 鳥取市立吉岡小学校（1960年大郷小と統合し湖南小〈のち：鳥取市立湖南学園小学校〉へ）[3]
- 鳥取市立大郷小学校（1960年吉岡小と統合し湖南小へ）[3]
- 鳥取市立明治小学校上原分校（1960年豊実小へ統合[注釈 2]）[4]
- 鳥取市立末恒小学校白兎分校（1961年鳥取市立養護学校白兎学園として独立し1977年10月31日廃校、一部は鳥取県立白兎養護学校へ移管）[5]
- 鳥取市立明治小学校河内分校（1964年閉校）[4]
- 鳥取市立東郷小学校高路分校（1964年閉校）[6]
- 鳥取市立神戸小学校岩坪分校（1966年閉校）[7]
- 鳥取市立美穂小学校（1966年大和小と統合し美和小へ）[8]
- 鳥取市立大和小学校（1966年美穂小と統合し美和小へ）[8]
- 鳥取市立豊実小学校（1968年松保小と統合し鳥取市立世紀小学校へ）[9]
- 鳥取市立松保小学校（1968年豊実小と統合し世紀小へ）[9]
- 鳥取市立青谷小学校〈旧〉（2007年統合により鳥取市立青谷小学校〈新〉へ）[10]
- 鳥取市立勝部小学校（同上）[10]
- 鳥取市立中郷小学校（同上）[10]
- 鳥取市立日置小学校（同上）[10]
- 鳥取市立日置谷小学校（同上）[10]
- 鳥取市立福部小学校（2016年福部中学校、福部幼稚園と統合し幼小中一貫校・鳥取市立福部未来学園へ）[11]
- 鳥取市立湖南学園小学校（2018年鳥取市立湖南学園中学校と統合し義務教育学校鳥取市立湖南学園へ）[12]
- 鳥取市立鹿野小学校〈2代目〉（2018年鳥取市立鹿野中学校と統合し義務教育学校鳥取市立鹿野学園へ）[13]
- 鳥取市立美和小学校（2020年神戸小・鳥取市立江山中学校と統合し義務教育学校鳥取市立江山学園へ）[14]☆江山学園の校地は、旧美和小のものを引き継いでいる。
- 鳥取市立神戸小学校（2020年美和小・江山中と統合し義務教育学校鳥取市立江山学園へ）[14]

国府町（2004年廃止）
- 国府町立成器小学校上地分校（1978年閉校）[15]
- 国府町立谷小学校（2002年統合により鳥取市立国府東小学校〈当時：国府町立〉へ）[16]☆国府東小の校地は、旧谷小のものを引き継いでいるが、校舎は新築された。
- 国府町立大茅小学校（同上）[16]
- 国府町立成器小学校（同上）[16]

福部村（2004年廃止）
- 福部村立福部小学校福田分校（1964年閉校）[11]

河原町（2004年廃止）
- 河原町立河原小学校（1975年鳥取市立河原第一小学校〈当時：河原町立〉へ統合）[17]
- 河原町立国英小学校（同上）[17]
- 河原町立八上小学校（同上）[17]
- 河原町立釜口小学校（1960年鳥取市立散岐小学校〈当時：河原町立〉へ統合）[18]
- 河原町立散岐小学校宇戸分校（同上）[18]
- 河原町立西郷小学校北村分校（1962年閉校）[19]
- 河原町立西郷小学校小河内分校（1962年閉校）[19]

用瀬町（2004年廃止）
- 用瀬町立用瀬小学校〈旧〉（1969年鳥取市立用瀬小学校〈新〉〈当時：用瀬町立〉へ統合）[20]
- 用瀬町立興徳小学校（同上）[20]
- 用瀬町立社小学校（同上）[20]
- 用瀬町立興徳小学校板井原分校（1969年用瀬小板井原分校となり、1979年閉校）[20]
- 用瀬町立興徳小学校杉森分校（1969年用瀬小杉森分校となり、1979年閉校）[20]
- 用瀬町立社小学校江波分校（1969年用瀬小江波分校となり、1982年閉校）[20]

佐治村（2004年廃止）
- 佐治村立佐治第一小学校（1975年統合により鳥取市立佐治小学校〈当時：佐治村立〉へ）[21]☆跡地に佐治中学校が建設された。
- 佐治村立佐治第二小学校（同上）[21]
- 佐治村立佐治第三小学校（同上）[21]
- 佐治村立佐治第四小学校（同上）[21]

気高町（2004年廃止）
- 気高町立酒津小学校（1957年鳥取市立宝木小学校〈当時：気高町立〉へ統合）[22]
- 気高町立宝木小学校上光分校（1965年閉校）[22]

鹿野町（2004年廃止）
- 鹿野町立小鷲河小学校河内分校（1971年閉校）
- 鹿野町立鹿野小学校〈初代〉（2001年統合により鹿野小〈2代目〉〈当時：鹿野町立〉へ）[23]
- 鹿野町立小鷲河小学校（同上）[23]
- 鹿野町立勝谷小学校（同上）[23]

### 米子市
- 米子市立日新小学校（2005年米子市立尚徳小学校へ統合）[24]

旧・米子市（2005年廃止）
- 米子市立福生小学校〈初代〉（1959年福米小〈初代〉と統合し福原小へ）[25]
- 米子市立福米小学校〈初代〉（1959年福生小〈初代〉と統合し福原小となるも、1970年再独立、1978年米子市立福米東小学校と改称）[25]
- 米子市立福原小学校皆浜分校（1962年独立し米子市立米子養護学校〈当時：米子市立養護学校皆浜学園〉へ）[25]
- 米子市立福原小学校整肢学園分校（1963年独立し鳥取県立皆生養護学校〈当時：鳥取県立養護学校米子皆生学園〉へ）[25]
- 米子市立富益小学校（1963年夜見小と統合し米子市立弓ヶ浜小学校へ）[26]
- 米子市立夜見小学校（1963年富益小と統合し弓ヶ浜小へ）[26]
- 米子市立五千石小学校〈旧〉（1966年尚徳小〈旧〉と統合し米子市立日新小学校となるも、1981年再独立）[27]
- 米子市立尚徳小学校〈旧〉（1966年五千石小〈旧〉と統合し日新小となるも、1987年再独立）[24][注釈 3]
- 米子市立巌小学校（1971年春日小と統合し米子市立箕蚊屋小学校へ）[28]
- 米子市立春日小学校（1971年巌小と統合し箕蚊屋小へ）[28]
- 米子市立県小学校（1972年大高小と統合し米子市立伯仙小学校へ）[29]
- 米子市立大高小学校（1972年県小と統合し伯仙小へ）[29]
- 米子市立福原小学校（1972年福生小〈2代目〉と改称、1973年移転し1988年米子市立福生東小学校と改称）[25]☆旧福原小の校舎は福原中学校に転用された後、1988年福生東小から分離した米子市立福生西小学校に使用され、2004年新校舎が建設された。

淀江町（2005年廃止）
- 淀江町立大和小学校（1969年4月1日宇田川小と統合し淀江第二小へ）[30]
- 淀江町立宇田川小学校（1969年4月1日大和小と統合し淀江第二小へ）[30]
- 淀江町立淀江第一小学校（1969年4月1日淀江小〈初代〉から改称、同年5月1日淀江第二小と統合し米子市立淀江小学校〈2代目〉〈当時：淀江町立〉へ）[30]
- 淀江町立淀江第二小学校（1969年5月1日淀江第一小と統合し淀江小〈2代目〉へ）[30]

### 倉吉市
- 倉吉市立日下小学校（1958年上北条小〈旧〉と統合し倉吉市立河北小学校へ）[31][注釈 4]☆跡地に倉吉北高等学校が開校した。
- 倉吉市立上北条小学校〈旧〉（1958年日下小と統合し河北小となるも[31]、1990年再独立[32][注釈 5]）
- 倉吉市立高城小学校大立分校（1968年閉校）[33]
- 倉吉市立高城小学校河来見分校（2002年休校、2012年閉校）[34]
- 倉吉市立上小鴨小学校広瀬分校（2015年休校、2020年閉校）[35]
- 倉吉市立関金小学校〈初代〉（2016年山守小と統合し倉吉市立関金小学校〈2代目〉へ）[36]
- 倉吉市立山守小学校（2016年関金小〈初代〉と統合し関金小〈2代目〉へ）[36]
- 倉吉市立成徳小学校〈初代〉（2023年灘手小と統合し成徳小〈2代目〉となり、2024年倉吉市立打吹小学校へ改称）[37]
- 倉吉市立灘手小学校（2023年成徳小〈初代〉と統合し成徳小〈2代目〉となり、2024年打吹小へ改称）[37]
- 倉吉市立高城小学校（2024年北谷小と統合し倉吉市立久米小学校へ）[38]
- 倉吉市立北谷小学校（2024年高城小と統合し久米小へ）[38]
- 倉吉市立小鴨小学校〈旧〉（2024年上小鴨小と統合し倉吉市立小鴨小学校〈新〉へ）[38]
- 倉吉市立上小鴨小学校（2024年小鴨小〈旧〉と統合し小鴨小〈新〉へ）[38]

関金町（2005年廃止）
- 関金町立矢送小学校（1958年南谷小と統合し関金小〈初代〉へ）[39][注釈 6]
- 関金町立南谷小学校（1958年矢送小と統合し関金小〈初代〉へ）[39]
- 関金町立山守小学校野添分校（1974年閉校）[40]
- 関金町立山守小学校笹野季節間分校（1987年閉校）[40]

### 境港市
- 境港市立誠道小学校（2020年境港市立余子小学校へ統合）[41]

## 郡部

### 岩美郡

#### 岩美町
- 岩美町立東小学校田河内冬季分校[42]（閉校時期不明、1995年本校が閉校）
- 岩美町立小田小学校外邑分校（1971年）[43]
- 岩美町立大岩小学校（1992年網代小と統合岩美町立岩美西小学校へ）[44]☆旧大岩小の新校舎は完成後に岩美西小として開校。
- 岩美町立網代小学校（1992年大岩小と統合し岩美西小へ）[44]
- 岩美町立浦富小学校（1995年統合により岩美町立岩美北小学校へ）[45]☆岩美北小の校舎は、旧浦富小のものを引き継いでいる。
- 岩美町立東小学校（同上）[45]
- 岩美町立田後小学校（同上）[45]
- 岩美町立蒲生小学校鳥越季節間分校（2001年岩美南小鳥越季節間分校となり、2010年閉校）
- 岩美町立本庄小学校（2001年統合により岩美町立岩美南小学校へ）[10]
- 岩美町立小田小学校（同上）[10]
- 岩美町立岩井小学校（同上）[10]
- 岩美町立蒲生小学校〈2代目〉（同上）[10]

蒲生村（1954年廃止）
- 蒲生村立蒲生小学校〈初代〉（1952年洗井小と統合し岩美町立蒲生小〈2代目〉〈当時：蒲生村立〉へ）
- 蒲生村立洗井小学校（1952年蒲生小〈初代〉と統合し蒲生小〈2代目〉洗井分校となり、1971年閉校[43]）

### 八頭郡

#### 若桜町
- 若桜町立池田小学校須澄分校（1962年閉校）
- 若桜町立若桜小学校来見野分校（1963年閉校）[46]
- 若桜町立吉川小学校（1970年若桜小〈初代〉へ統合）[47]
- 若桜町立若桜小学校諸鹿分校（1972年閉校）[46]
- 若桜町立池田小学校落折分校（1984年閉校）
- 若桜町立若桜小学校吉川分校（2006年休校、2011年閉校）[47]
- 若桜町立若桜小学校舂米分校（2008年休校）[46]
- 若桜町立若桜小学校〈初代〉（2009年池田小と統合し若桜小〈2代目〉へ）[46]
- 若桜町立池田小学校（2009年若桜小〈初代〉と統合し若桜小〈2代目〉へ）[46]
- 若桜町立若桜小学校〈2代目〉（2012年若桜町立若桜中学校と統合し小中一貫校・若桜町立若桜学園へ）[46]

池田村（1954年廃止）
- 池田村立第二小学校（1954年若桜町立吉川小学校へ改称、1971年若桜小吉川分校となり、2006年休校）[46]

#### 智頭町
- 智頭町立智頭小学校板井原分校（1980年休校）[注釈 7]
- 智頭町立山形第一小学校（1972年山形第二小と統合し山形小へ）☆旧山形第一小の校舎は2012年まで山形小の校舎として使用された。
- 智頭町立山形第二小学校（1972年山形第一小と統合し山形小へ）
- 智頭町立智頭小学校〈旧〉（2012年統合により智頭町立智頭小学校〈新〉へ）[48]
- 智頭町立富沢小学校（同上）[48]
- 智頭町立土師小学校（同上）[48]
- 智頭町立那岐小学校（同上）[48]
- 智頭町立山郷小学校（同上）[48]
- 智頭町立山形小学校（同上）[48]

#### 八頭町
- 八頭町立船岡小学校〈2代目〉（2017年統合により八頭町立船岡小学校〈3代目〉へ）[49]
- 八頭町立大江小学校（同上）[49]☆校舎は旧八頭町立八東中学校を利用して開校。
- 八頭町立隼小学校（同上）[49]
- 八頭町立八東小学校〈旧〉[50]（2017年統合により八頭町立八東小学校〈新〉へ）[51]
- 八頭町立安部小学校[50]（同上）[51]
- 八頭町立丹比小学校[50]（同上）[51]

八東町（2005年廃止）
- 八東町立丹比小学校横地分校（1965年閉校）[52]
- 八東町立八東小学校柿原季節分校（1970年閉校）

群家町（2005年廃止）
- 郡家町立上私都小学校明辺分校（1974年閉校）
- 郡家町立上私都小学校姫路分校（1975年閉校）
- 郡家町立上私都小学校（1981年八頭町立郡家東小学校〈当時：郡家町立〉と八頭町立郡家西小学校〈当時：郡家町立〉へ再編）[53][注釈 8]
- 郡家町立中私都小学校（同上）[53]
- 郡家町立下私都小学校（同上）[53]
- 郡家町立育英小学校（同上）[53]
- 郡家町立国中小学校（同上）[53]
- 郡家町立大御門小学校（同上）[53]

船岡町（2005年廃止）
- 船岡町立船岡小学校〈初代〉（1962年済美小と統合し船岡小〈2代目〉へ）[50]
- 船岡町立済美小学校（1962年船岡小〈初代〉と統合し船岡小〈2代目〉へ）[50]

### 東伯郡

#### 三朝町
- 三朝町立竹田小学校（1963年大昭小と統合し南小へ）[54]☆旧竹田小の校舎は廃校後1年間南小の校舎として使用された
- 三朝町立大昭小学校（1963年竹田小と統合し南小へ）[54]
- 三朝町立三朝小学校〈旧〉[55]（1966年統合により西小へ）[56]
- 三朝町立賀茂小学校[55]（同上）[56]
- 三朝町立高勢小学校[55]（同上）[56]
- 三朝町立小鹿小学校[57]（1968年統合により東小へ）[58]
- 三朝町立小鹿小学校神倉分校（同上）[58]
- 三朝町立小鹿小学校中津分校（同上）[58]
- 三朝町立三徳小学校[57]（同上）[58]
- 三朝町立三徳小学校成分校（同上）[58]
- 三朝町立南小学校大谷分校（1986年休校[54]、2019年本校が閉校）
- 三朝町立南小学校田代分校（1985年一時閉校、1993年再開、1996年休校[54]、2019年本校が閉校）
- 三朝町立南小学校福山分校（1991年休校、2013年閉校）[54]
- 三朝町立西小学校（2019年統合により三朝町立三朝小学校〈新〉へ[59]）☆旧西小の校舎は三朝小に引き継がれる。
- 三朝町立東小学校（同上）[59]
- 三朝町立南小学校（同上）[59]

#### 湯梨浜町
- 湯梨浜町立東郷小学校〈旧〉（2005年統合により湯梨浜町立東郷小学校〈新〉へ）[60]☆跡地に湯梨浜中学校・高等学校が開校した。
- 湯梨浜町立桜小学校（同上）[60]
- 湯梨浜町立花見小学校（同上）[60]
- 湯梨浜町立羽合東小学校（2006年羽合西小と統合し湯梨浜町立羽合小学校〈2代目〉へ）[10]
- 湯梨浜町立羽合西小学校（2006年羽合東小と統合し羽合小〈2代目〉へ）[10]

羽合町（2004年廃止）
- 羽合町立宇野小学校（1973年長瀬小と統合し羽合西小へ）[61]
- 羽合町立長瀬小学校（1973年宇野小と統合し羽合西小へ）[61]
- 羽合町立橋津小学校（1958年浅津小と統合し羽合小〈初代〉となり、1973年羽合東小へ改称）[62]
- 羽合町立浅津小学校（1958年橋津小と統合し羽合小〈初代〉となり、1973年羽合東小へ改称）[62]

泊村（2004年廃止）
- 泊村立泊小学校原分校（1965年閉校）[63]

東郷町（2004年廃止）
- 東郷町立舎人小学校（1956年松崎小と統合し桜小へ）[64]
- 東郷町立松崎小学校（1956年舎人小と統合し桜小へ）[64]

#### 琴浦町
- 琴浦町立成美小学校（2014年統合により琴浦町立船上小学校へ）[65][注釈 9]☆旧成美小の校舎は船上小に引き継がれる。
- 琴浦町立安田小学校（同上）[65]
- 琴浦町立以西小学校（同上）[65]
- 琴浦町立東伯小学校（2014年古布庄小と統合し琴浦町立聖郷小学校へ）[66]☆旧東伯小の校舎は聖郷小に引き継がれる。
- 琴浦町立古布庄小学校（2014年東伯小と統合し聖郷小へ）[66]

東伯町（2004年廃止）
- 東伯町立上郷小学校（1958年下郷小と統合し東伯小へ）[66]
- 東伯町立下郷小学校（1958年上郷小と統合し東伯小へ）[66]
- 東伯町立上郷小学校倉坂分校（1958年東伯小倉坂分校となり、1968年閉校）
- 東伯町立古布庄小学校法万分校（1968年閉校）[67]
- 東伯町立古布庄小学校三本杉分校（1985年閉校）[67]

赤碕町（2004年廃止）
- 赤碕町立以西小学校大父分校（1963年閉校）

#### 北栄町
北条町（2005年廃止）
- 北条町立下北条小学校（1961年中北条小と統合し北栄町立北条小学校〈当時：北条町立〉へ）[68][注釈 10]
- 北条町立中北条小学校（1961年下北条小と統合し北条小へ）[68]

大栄町（2005年廃止）
- 大栄町立由良小学校（1975年統合により北栄町立大栄小学校〈当時：大栄町立〉へ）[69][注釈 11]
- 大栄町立大誠小学校（同上）[69]
- 大栄町立栄小学校（同上）[69]

### 西伯郡

#### 大山町
- 大山町立大山小学校大山分校（1974年閉校）[70]
- 大山町立所子小学校（1976年高麗小と統合し大山町立大山西小学校へ）[71]
- 大山町立高麗小学校（1976年所子小と統合し大山西小へ）[71]
- 大山町立名和小学校〈2代目〉（2006年統合により大山町立名和小学校〈3代目〉へ）[10]
- 大山町立光徳小学校（同上）[10]
- 大山町立庄内小学校（同上）[10]
- 大山町立大山小学校香取分校（2008年閉校）[10]
- 大山町立大山小学校赤松分校（2010年閉校）[10]

名和町（2005年廃止）
- 名和町立名和小学校〈初代〉（1960年御来屋小と統合し名和小〈2代目〉へ）
- 名和町立御来屋小学校（1960年名和小と統合し名和小〈2代目〉へ）
- 名和町立名和小学校神田分校（1984年閉校）
- 名和町立光徳小学校陣構分校（1985年閉校）[72]
- 名和町立名和小学校大山農場分校（1998年閉校）

中山町（2005年廃止）
- 中山町立上中山小学校関見分校（1960年閉校）
- 中山町立逢坂小学校二本松分校（1966年閉校）
- 中山町立上中山小学校（1977年統合により大山町立中山小学校〈当時：中山町立〉へ）[73]
- 中山町立下中山小学校（同上）[73]
- 中山町立逢坂小学校（同上）[73]
- 中山町立上中山小学校萩原分校（1977年閉校）

#### 南部町
西伯町（2004年廃止）
- 西伯町立天津小学校（1967年統合により南部町立西伯小学校〈当時：西伯町立〉へ）[74][注釈 12]
- 西伯町立大国小学校（同上）[74]
- 西伯町立法勝寺小学校（同上）[74]
- 西伯町立東長田小学校（同上）[74]
- 西伯町立上長田小学校（同上）[74]
- 西伯町立法勝寺小学校山田谷分校（同上）[74]
- 西伯町立上長田小学校大木屋分校（1967年西伯小大木屋分校となり、1976年休校）[74]

会見町（2004年廃止）
- 会見町立手間小学校（1965年賀野第一小と統合し南部町立会見小学校〈当時：会見町立〉へ）[75]
- 会見町立賀野第一小学校（1965年手間小と統合し会見小へ）[75]

#### 伯耆町
- 伯耆町立日光小学校添谷分校（2010年休校、2016年閉校）[76]
- 伯耆町立二部小学校福岡分校（2007年休校[77]、2009年閉校）[注釈 13]
- 伯耆町立溝口小学校〈2代目〉（2016年日光小と統合し伯耆町立溝口小学校〈3代目〉へ）[76]
- 伯耆町立日光小学校（2016年溝口小〈2代目〉と統合し溝口小〈3代目〉へ）[76]

岸本町（2005年廃止）
- 岸本町立大幡小学校（1965年統合により伯耆町立岸本小学校〈当時：岸本町立〉へ）[78]
- 岸本町立幡郷小学校（同上）[78]
- 岸本町立幡郷小学校小野分校（同上）[78]

溝口町（2005年廃止）
- 溝口町立溝口小学校〈初代〉（1968年旭小と統合し溝口小〈2代目〉へ）[76]
- 溝口町立旭小学校（1968年溝口小〈初代〉と統合し溝口小〈2代目〉へ）[76]
- 溝口町立溝口小学校根雨原分校（1969年閉校）
- 溝口町立溝口小学校金屋谷分校（1969年閉校）
- 溝口町立溝口小学校大倉分校（1995年閉校）[76]

### 日野郡

#### 日南町
- 日南町立山上小学校福万来分校[79]（閉校時期不詳）
- 日南町立福栄小学校豊栄分校（1960年閉校）[80]
- 日南町立日野上小学校宮内分校（1972年閉校）[80]
- 日南町立日野上小学校河上分校（1973年閉校）[80]
- 日南町立日野上小学校生山分校（1979年閉校）[80]
- 日南町立多里小学校上萩山分校（1989年閉校）[81]
- 日南町立大宮小学校菅沢分校（1997年閉校）[82]
- 日南町立山上小学校[リンク切れ]（2006年統合により山の上小へ）[83]☆閉校後、2009年3月まで山の上小の校舎・校地として使用された。
- 日南町立阿毘縁小学校（同上）[83][84]
- 日南町立大宮小学校（同上）[83]
- 日南町立山上小学校佐木谷分校（同上）[83]
- 日南町立石見東小学校花口分校（同上）[83]
- 日南町立山の上小学校（2009年統合により日南町立日南小学校へ）[10]
- 日南町立多里小学校（同上）[10]
- 日南町立日野上小学校（同上）[10]
- 日南町立福栄小学校（同上）[10]
- 日南町立石見西小学校（同上）[10]
- 日南町立石見東小学校（同上）[10]

#### 日野町
- 日野町立根雨小学校〈初代〉（1973年統合により根雨小〈2代目〉へ）[85]
- 日野町立板井原小学校（1973年根雨小〈初代〉へ統合）
- 日野町立真住小学校（同上）[85]
- 日野町立日野小学校小林分校（1978年閉校）
- 日野町立根雨小学校〈2代目〉（1982年日野小と統合し根雨小〈3代目〉へ）[85]
- 日野町立日野小学校（1982年根雨小〈2代目〉と統合し根雨小〈3代目〉へ）[85]
- 日野町立黒坂小学校〈初代〉（2001年菅福小と統合し黒坂小〈2代目〉へ）[85]
- 日野町立菅福小学校（2001年黒坂小〈初代〉と統合し黒坂小〈2代目〉へ）[85]
- 日野町立黒坂小学校久住分校（2012年10月閉校）[86]
- 日野町立根雨小学校〈3代目〉（2023年黒坂小〈2代目〉・日野中と統合し義務教育学校日野町立日野学園へ）[85]
- 日野町立黒坂小学校〈2代目〉（2023年根雨小〈3代目〉・日野中と統合し日野学園へ）[85]

#### 江府町
- 江府町立江尾小学校大河原分校（1983年伯耆町立日光小学校〈当時：組合立〉の一部と統合し米原分校へ）[87]
- 江府町立江尾小学校御机分校（1990年閉校）
- 江府町立江尾小学校米原分校（1996年休校、2009年閉校[88]）
- 江府町立江尾小学校貝田分校（1999年休校、2005年閉校）
- 江府町立米沢小学校下蚊屋分校（2004年休校、2009年閉校[88]）
- 江府町立江尾小学校（2009年統合により江府小へ）[89]☆江府小の校舎・校地は、旧江尾小のものを引き継いでいる。
- 江府町立俣野小学校（同上）[89]
- 江府町立明倫小学校（同上）[89]
- 江府町立米沢小学校（同上）[89]
- 江府町立江府小学校（2022年江府町立江府中学校と統合し、義務教育学校江府町立奥大山江府学園ブナの森校舎へ）[90]